# Instituto de Docencia e Investigación Etnológica de Zacatecas
El Instituto de Docencia e Investigación Etnológica de Zacatecas (en náhuatl: Zacatlan Macehualtlallamiccan o IDIEZ) es una asociación civil con sede en el estado mexicano de Zacatecas que promueve la revitalización, la investigación y la enseñanza del idioma náhuatl. Está asociada a la Universidad Autónoma de Zacatecas. Provee becas a indígenas nahuahablantes en cooperación con la asociación civil Macehualli Educational Research de los Estados Unidos.
Una de las obras más conocidas publicadas por el IDIEZ es el Tlahtolxitlauhcayotl, el primer diccionario monolingüe náhuatl (en su variante huasteca), el cual contiene 10 500 entradas y está disponible para su descarga en línea. Otras obras incluyen los diccionarios ilustrados Tlahtolixcopincayotl.

## Objetivos
El sitio web oficial del IDIEZ afirma: 

Involucrar directamente a los indígenas en las actividades de docencia, investigación y revitalización que realiza el instituto, junto con la participación de investigadores no indígenas tanto nacionales como extranjeros. La multiculturalidad base integradora de la sociedad mexicana debe promoverse a través de la educación que permita al indígena ejercerse como profesionista, desarrollar su identidad étnica y continuar participando en el desarrollo de su comunidad.

Si

## Publicaciones del IDIEZ
Publicaciones conjuntas del IDIEZ con la Universidad de Varsovia.

### Diccionarios
- Tlahtolxitlauhcayotl: Chicontepec, Veracruz (2016); un volumen de 644 páginas (cuenta con 10 500 entradas —de estas, 360 son préstamos—). Es una publicación de John Joseph Sullivan en coautoría. Incluye etimología, frases de ejemplo, definiciones, análisis morfológico, categoría gramatical, etc., utilizando la ortografía ACK del náhuatl.[6]
- Tlahtolixcopincayotl (2016); un pequeño diccionario ilustrado de 82 páginas. Es una publicación de Abelardo de la Cruz en coautoría. Incluye unas páginas sobre la historia de varias civilizaciones mesoamericanas importantes, además de nombres objetos, alimentos, lugares, frutas, etc. ilustrados.
- Tlahtolixcopincayotl: Atliaca, Guerrero (2019); un pequeño diccionario ilustrado de 92 páginas. Es una publicación de Humberto Iglesias Tepec en coautoría. Incluye prácticamente el mismo contenido que el Tlahtolixcopincayotl, pero en mexicano de Guerrero y reemplazando la información sobre Chicontepec por la de Atliaca.

### Otras publicaciones
El IDIEZ también ha publicado cuentos infantiles, libros informativos y obras teatrales. Entre estos, Cenyahtoc cintli tonacayo: Huahcapatl huan tlen naman (2017) de Eduardo de la Cruz; Citlalmachiyotl (2017); y Nahui Tonatiuh (2015) de Isabel Bueno Bravo en coautoría.

### Redes sociales
- Página oficial en Facebook

- Datos: Q108936596